# تشارلز جولي
تشارلز جولي هو لاعب كرة قدم كندي، ولد في 24 أكتوبر 1995 في Sainte-Mélanie, Quebec ‏ في كندا. لعب مع إمباكت مونتريال.